# Charly Gaul

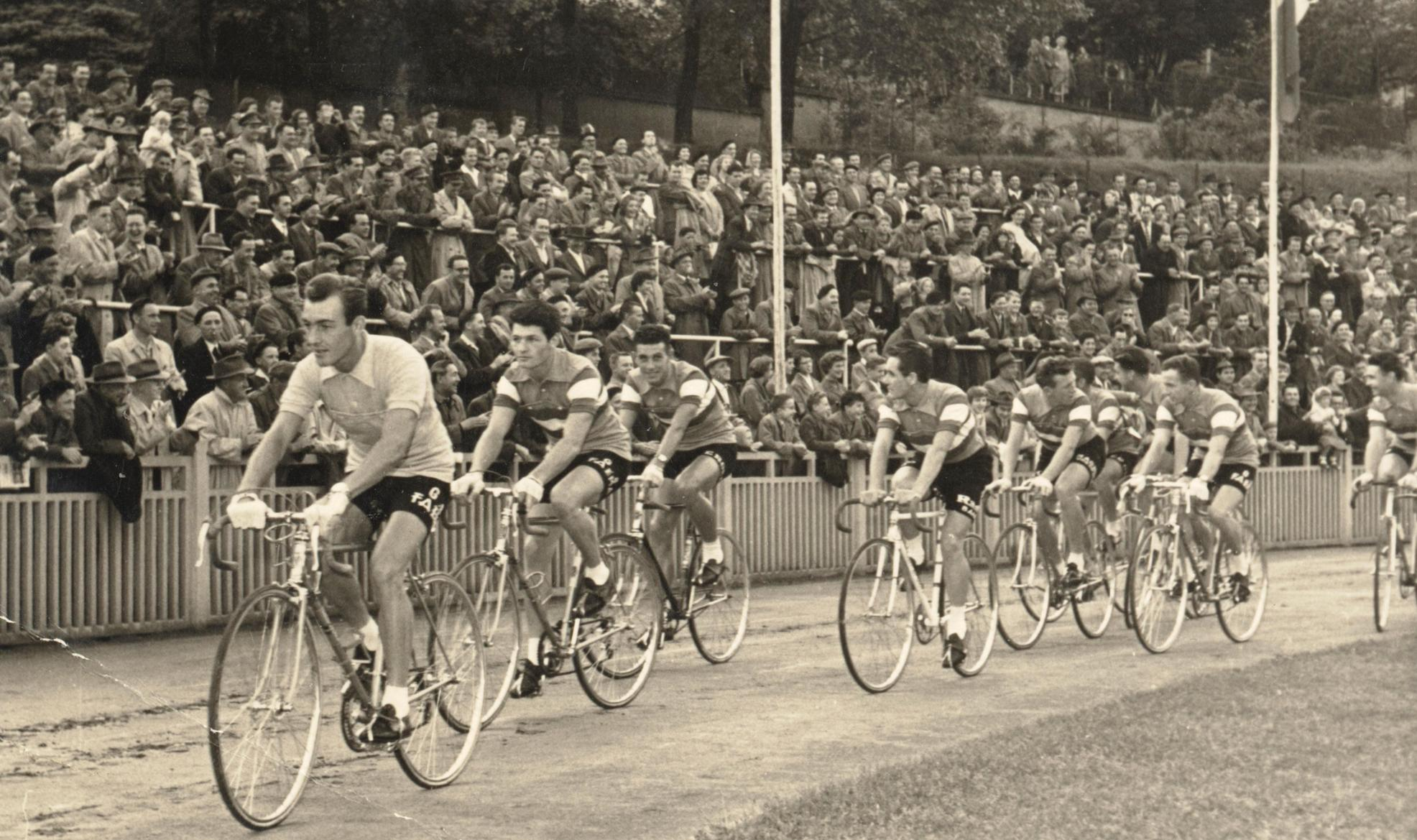
De Nelux-ploeg 1958, Gaul vooraan

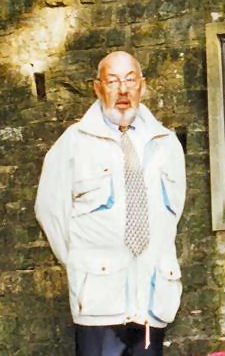
Charly Gaul in 1998

Charly Gaul (Luxemburg-Pfaffenthal, 8 december 1932 – Luxemburg, 6 december 2005) was een Luxemburgse wielrenner. Hij won in 1958 de Ronde van Frankrijk en in 1956 en 1959 de Ronde van Italië.

## Levensloop
Gaul werd geboren in Luxemburg-Pfaffenthal, een wijk van de hoofdstad. Tussen 1953 en 1962 was hij profwielrenner. Naast zijn eindoverwinning in 1958 wist Gaul in 1955 en 1961 een derde plaats in het eindklassement van de Tour te behalen. In 1956 en 1959 won hij het bergklassement. Ook in de Ronde van Italië was hij succesvol. In 1956 en 1959 won hij deze ronde en het bergklassement.
Hij had twee bijnamen: De Engel van het Gebergte, refererend aan zijn klimcapaciteiten, en Monsieur Pipi. De laatste dankte hij aan het feit dat hij in 1957 de winst in de Giro verspeelde door een uitgelopen plaspauze.
Gaul was zes keer kampioen van Luxemburg op de weg en bovendien twee keer nationaal kampioen veldrijden. Na zijn tweede echtscheiding leidde hij een teruggetrokken bestaan. Gaul werd gekozen tot de Luxemburgse Sportman van de twintigste eeuw. Hij was een groot fan van Marco Pantani wiens aanvalslust hij bewonderde.
Op 6 december 2005 overleed hij, twee dagen voor zijn 73e verjaardag, aan de gevolgen van een longembolie.

## Overwinningen
1950
- Eindklassement GP Général Patton

1951
- Eindklassement Flèche du Sud

1953
- Eindklassement Fleche du Sud

1954
- Nationaal kampioen veldrijden, Elite
- 3e etappe Circuit de Six Provences
- Eindklassement Circuit de Six Provences
- 6e etappe Dauphiné Libéré
- 4e etappe Ronde van Luxemburg

1955
- 8e en 17e etappe Ronde van Frankrijk
- Bergklassement Ronde van Frankrijk
- 7e etappe Tour du Sud-Est
- Eindklassement Tour du Sud-Est
- Cyclocross Dippach

1956
- Bergklassement Gran Premio Ciclomotoristico delle Nazioni
- Nationaal kampioen op de weg, Elite
- 7e, 13e (ITT) en 18e etappe Ronde van Italië
- Eind- en bergklassement Ronde van Italië
- 4e (ITT) en 18e etappe Ronde van Frankrijk
- Bergklassement Ronde van Frankrijk
- 2e etappe Ronde van Luxemburg
- Eindklassement Ronde van Luxemburg
- Cyclocross Bettembourg
- Cyclocross Kopstal
- Cyclocross Limpertsberg

1957
- Nationaal kampioen op de weg, Elite
- 2e (ITT) en 19e etappe Ronde van Italië
- 2e etappe (deel B) Ronde van Luxemburg

1958
- G.P Fortresse
- 14e (ITT) etappe Ronde van Italië
- Mont Faron (tijdrit)
- 8e, 18e, 21e, 23e etappe Ronde van Frankrijk
- Eindklassement Ronde van Frankrijk
- 3e etappe G.P Bali
- Trophée Gentil

1959
- 7e etappe (deel A) Gran Premio Ciclomotoristico delle Nazioni
- Nationaal kampioen op de weg, Elite
- 3e (ITT), 7e (ITT) en 21 etappe Ronde van Italië
- Eind- en bergklassement Ronde van Italië
- 17e etappe Ronde van Frankrijk
- 7a etappe Rome-Napoli-Rome
- Eindklassement Ronde van Luxemburg

1960
- Nationaal kampioen op de weg, Elite
- 20e etappe Ronde van Italië

1961
- Nationaal kampioen op de weg, Elite
- 20e etappe Ronde van Italië
- 9e etappe Ronde van Frankrijk
- 3e etappe Ronde van Luxemburg
- Eindklassement Ronde van Luxemburg

1962
- Nationaal kampioen op de weg, Elite
- Nationaal Kampioen veldrijden, Elite

## Ereplaatsen
- Dauphiné Libéré: 2e (1953)
- Wereldkampioenschap: 3e (1954)
- Ronde van Frankrijk: 3e (1955, 1961)
- Ronde van Italië: 3e (1958, 1960)
- Challenge Desgrange-Colombo: 3e (1958)

## Resultaten in voornaamste wedstrijden
| Jaar | Ronde van Italië | Ronde van Frankrijk | Ronde van Spanje |
| ---- | ---------------- | ------------------- | ---------------- |
| 1953 |                  | opgave              |                  |
| 1954 |                  | opgave              |                  |
| 1955 |                  | ↑ (2)               |                  |
| 1956 | ↑ (3)            | 13e (2)             |                  |
| 1957 | 4e (2)           | opgave              |                  |
| 1958 | ↑ (1)            | ↑ (4)               |                  |
| 1959 | ↑ (3)            | 12e (1)             |                  |
| 1960 | ↑ (1)            |                     | opgave           |
| 1961 | 4e (1)           | ↑ (1)               |                  |
| 1962 |                  | 9e                  |                  |
| 1963 |                  | opgave              |                  |
| 1965 |                  |                     |                  |

| Jaar | Milaan-San Remo | Luik-Bast.‑Luik | Waalse Pijl |  | WK op de weg |  | Wereldranglijsten |
| ---- | --------------- | --------------- | ----------- |  | ------------ |  | ----------------- |
| 1953 |                 |                 |             |  | 6e           |  |                   |
| 1954 |                 |                 |             |  | ↑            |  |                   |
| 1955 |                 |                 |             |  |              |  |                   |
| 1956 |                 |                 |             |  |              |  |                   |
| 1957 | 125e            |                 |             |  | 27e          |  |                   |
| 1958 |                 |                 | 10e         |  | opgave       |  | (CDC)             |
| 1959 | 35e             |                 |             |  | opgave       |  |                   |
| 1960 |                 |                 |             |  | 7e           |  |                   |
| 1961 |                 |                 |             |  | opgave       |  | 7e (SPP)          |
| 1962 |                 |                 |             |  | 26e          |  |                   |
| 1963 |                 |                 |             |  |              |  |                   |
| 1965 |                 | 14e             |             |  |              |  |                   |

- Bibliothèque nationale de France: cb12350621m (data)
- Gemeinsame Normdatei: 130128422
- International Standard Name Identifier: 0000 0001 1047 0936
- Library of Congress Control Number: n95029675
- Système universitaire de documentation: 094132089
- Virtual International Authority File: 26307145
- WorldCat: E39PBJvCRDJXKYfWQyKtT8c9Dq

Wielerploegen van Charly Gaul
Ambrosio ·
Bahamontes ·
Borcy ·
Bordin ·
Botella ·
Carizzoni ·
Clerici ·
Corrales ·
De Lathouwer ·
Decock ·
Derycke ·
Ernzer ·
van Est ·
Fornasari ·
Galdeano ·
Gaul ·
Gelabert ·
Graf ·
Hoevenaars ·
Hollenstein ·
Iturat ·
Kemp · 
Kerckhove ·
Keteleer ·
Luyten ·
Metra ·
Noyelle ·
Poblet ·
Ruiz ·
Schär ·
Schils ·
Schotte ·
Schroeders ·
Serra ·
Strehler ·
Van Der Helst ·
Van Looy ·
Vannitsen ·
Verhelst ·
Verplaetse ·
Vidaurreta
Borcy ·
Bordin ·
Botella ·
Bover ·
Chacón ·
Ciampi ·
Company ·
Decock ·
Derycke ·
Desmet ·
Emiliozzi ·
Ernzer ·
Fini ·
Fornasari ·
Galdeano ·
Gaul ·
Geers ·
Girardini ·
Gola ·
Graf ·
Grondelaers ·
Hoevenaars ·
Iturat ·
Kerckhove ·
Koblet ·
Luyten ·
Metra ·
Mostajo ·
Pacheco ·
Pavesi ·
Pellegrini ·
Ruiz ·
Scappini ·
Schär ·
Schils ·
Schroeders ·
Segú ·
Serra ·
Strehler ·
Trobat ·
Vandaele ·
Van Looveren ·
Van Looy ·
Verhelst ·
Verplaetse
Bahamontes ·
Blomme ·
Bolzan ·
Botella ·
Bover ·
Chiti ·
Ciampi ·
Company ·
Couvreur ·
Decock ·
Desmet ·
Emiliozzi ·
Ernzer ·
Fini ·
Fornasari ·
Galdeano ·
Gandolfi ·
Gaul ·
Gelhausen ·
Gillen ·
Girardini ·
Gola ·
Guarguaglini ·
Hoevenaars ·
Jiménez ·
Kerckhove ·
Loroño ·
Luyten ·
Manzaneque ·
Metra ·
Moreno ·
Mostajo ·
Pacheco ·
Paternoster ·
Pavesi ·
Pellegrini ·
Ruiz ·
Scappini ·
Schils ·
Schroeders ·
Serra ·
Strehler ·
Timoner ·
Vandaele ·
Van Gompel ·
Van Looveren · 

Van Looy ·
Verplaetse
Baele ·
Baldasseroni ·
Beaufrère ·
Bracke ·
Cerami ·
Colette ·
Daems ·
Descombin ·
Duez ·
Forestier ·
Gabard ·
Gaignard ·
Gaul ·
Giscos ·
de Haan ·
Hamon ·
Hocquaux ·
Hoevenaars ·
Impanis ·
Kunde ·
Lach ·
Le Hec ·
Le Lan ·
Le Mellec ·
Lewicki ·
Mastrotto ·
Mathy ·
Monty ·
Morn ·
Nédélec ·
Paillier ·
Rentmeester ·
Robinson ·
Rohrbach ·
Ruby · 
Schoubben ·
Scob ·
Simon ·
Simpson ·
Tymen ·
Valdois ·
Vallée ·
Vanderveken ·
Vannitsen ·
Viot ·
Walryck ·
Wolfshohl